# Монкриф, Франсуа Огюстен де Паради де
Франсуа Огюстен де Паради де Монкриф (1687—1770) — французский поэт, член Французской академии.
Как стихотворец, музыкант, актёр и искусный боец на шпагах, пользовался большой популярностью в придворных кружках. Его карьера развивалась под покровительством Орлеанского шевалье, герцога де Лавальер и морского министра графа де Морепа. Монкриф был чтецом королевы Марии, жены Людовика XV. Удачнее всего его песни и романсы, особенно «Le rajeunissement inutile».
Его пародия на педантичных учёных «Histoire des chats» (Париж, 1727—48) доставила ему прозвище «l’historiogriffe». Прочие труды его — романы, комедии, балеты и др. — не имеют большого значения. Сам он издал свои «Œuvres» (1751—68); выборку из них дал Uzanne (1879).